# Scolelepis denmarkensis
Scolelepis denmarkensis är en ringmaskart som beskrevs av Hartmann-Schröder 1983. Scolelepis denmarkensis ingår i släktet Scolelepis och familjen Spionidae. Inga underarter finns listade i Catalogue of Life.